# Полузатворена средна незакръглена гласна
Полузатворената средна незакръглена гласна е гласен звук, срещан в някои говорими езици и представян в международната фонетична азбука със символа ɘ. Той е сходен с българския звук, обозначаван с „ъ“, в ударено положение, но е с малко по-предно и по-затворено положение на езика.
Полузатворената средна незакръглена гласна се използва в езици като естонски (kõrv, [kɘrv]).